# Bitka pri Lindleyjevi trdnjavi
Bitka pri Lindleyjevi trdnjavi 15. julija 1776 je bila del kampanje lojalističnih in cherokeejskih sil za prevzem nadzora nad notranjostjo Južne Karoline, ki so jo imele v zgodnji fazi ameriške revolucijske vojne pod nadzorom patriotske sile. Cherokeeji so bili vključeni zaradi nenehnega vdiranja na njihovo ozemlje na tem območju, kar jih je prisililo, da so v roke vzeli orožje. Te dejavnosti so spodbudile naseljence, da so poiskali zatočišče v Lindleyjevi trdnjavi v današnji okrožju Laurens. Skupna sila Cherokeejev in lojalistov, okrašena z bojnimi barvami, je napadla tabor dan po prihodu približno 150 pripadnikov milice v utrjeno utrdbo. Branilci so odbili napadalce in ko so ti odstopili, so izvedli izhod in jih zasledovali. Dva lojalista sta bila ubita, 13 pa zajetih.

## Ozadje
Ameriška revolucijska vojna na jugu trinajstih kolonij sprva ni neposredno vključevala ameriških staroselcev. Spopadi med lojalističnimi in patriotskimi naseljenci v notranjosti Južne Karoline konec leta 1775 so privedli do aretacij, odhodov ali izgnanj večine pomembnih lojalističnih voditeljev. Nekateri lojalisti so pobegnili v bližnja cherokeejska naselja (ki so se nahajala v današnjem zahodnem delu Južne Karoline in okolici v južnih Apalačih), kjer so našli zatočišče.
V začetku leta 1776 je delegacija severnih Indijancev prišla v cherokeejska naselja in prepričala mlajšo generacijo bojevnikov, naj "vzamejo sekiro" proti naseljencem. Čeprav je britanski indijanski agent John Stuart skušal ohraniti nevtralnost Cherokeejev, je spoznal, da je vojna neizogibna, zato je prizadeval usmeriti cherokeejske vojaške aktivnosti v usklajen boj z britanskimi prizadevanji.

## Bitka
Cherokeeji so začeli z vojaškim pohodom 1. julija 1776. Henry Laurens je zapisal, da so Cherokeeji "zelo nenadoma, brez kakršnekoli provokacije, napadli tiste izdajnike v različnih skupinah, ki so jih vodili belci", pri čemer so ubili do 60 južnjakov. Čas te kampanje je bil zanje ugoden: velika britanska sila je bila od začetka junija zasidrana ob Charlestonu, a je bil njihov napad na mesto 28. junija pri Sullivanovem otoku odbit. Posledično general kontinentalne vojske Charles Lee ni mogel zagotoviti nobene pomoči.
Ko so v Južni Karolini začeli napadi Cherokeejev, so begunci začeli bežati iz obrobnih naselij v mejaške utrdbe. Ena izmed teh je bila Lindleyjeva utrdba, ostanek angleško-cherokeejske vojne v zgodnjih 1760-ih, ki so jo begunci obnovili in okrepili. Skupina milice pod poveljstvom majorja Jonathana Downsa je prispela v utrdbo 14. julija, s čimer se je skupno število oboroženih branilcev povzpelo na okoli 150.
Naslednji dan je prispela enota približno 190 lojalistov in Cherokeejev. Čeprav so poskušali napasti utrdbo, so bile njene stene dovolj trdne, da so zdržale njihovo orožje, ki je bilo omejeno na muškete in indijansko orožje, kot so tomahavki. Ko so napadalci začeli opuščati poskuse napada na utrdbo v korist lažjih plenilskih ciljev v bližini, je major Downs vodil izpad iz utrdbe. V boju med tekom je uspel ujeti približno 10 lojalistov.

## Posledice
Cherokee plenilski napadi spomladi in poleti 1776 so sprožili močan odpor. Karolini, Georgia in Virginia so namenile znatne vojaške vire za kampanjo proti Cherokeejem. Med pozno julijem in zgodnjim oktobrom 1776 so velike sile vstopile na Cherokee ozemlje, uničevale pridelke in vasi. Cherokee  o bežali pred napredovanjem in si našli zatočišče na ozemljih bolj zahodno in južno.
Lokacija Lindleyjeve utrdbe zunaj kraja Laurens v Južni Karolini je vpisana v Narodni register zgodovinskih krajev.